# Annibal (1779)
Pour les articles homonymes, voir Annibal.
L’Annibal est un vaisseau de 74 canons de la Marine royale française. C'est un vaisseau de force construit selon les normes définies dans les années 1740 par les constructeurs français pour obtenir un bon rapport entre le coût, la manœuvrabilité et l'armement, le tout afin de pouvoir tenir tête à la marine anglaise qui dispose de beaucoup plus de navires. Dessiné et conçu par Jacques-Noël Sané, il fait partie de ses premiers grands ouvrages. C'est un navire qui n'est pas doublé de cuivre, mais simplement mailleté. Construit à Brest en 1778, il est lancé cette même année pendant la mobilisation navale qui correspond à l'entrée de la France dans la guerre d'Indépendance Américaine. Lors de ce conflit, il sert aux Antilles puis dans l'océan Indien. Il change de nom en 1786. Devenu l’Achille, il est capturé en 1794 par la Royal Navy.

## La carrière du vaisseau

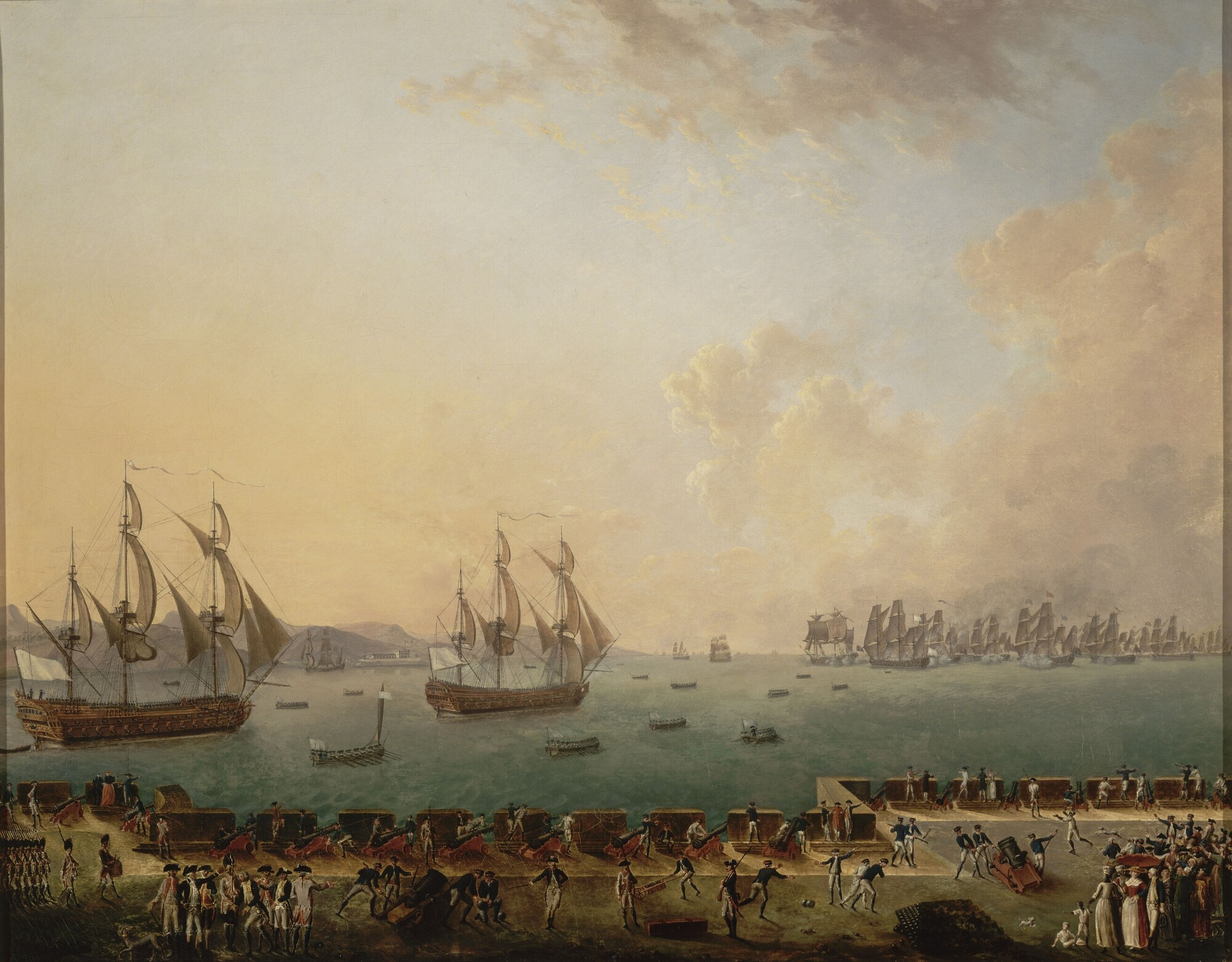
Sous les ordres de La Motte-Picquet, lAnnibal, s'illustre particulièrement au combat de la Martinique (1779).

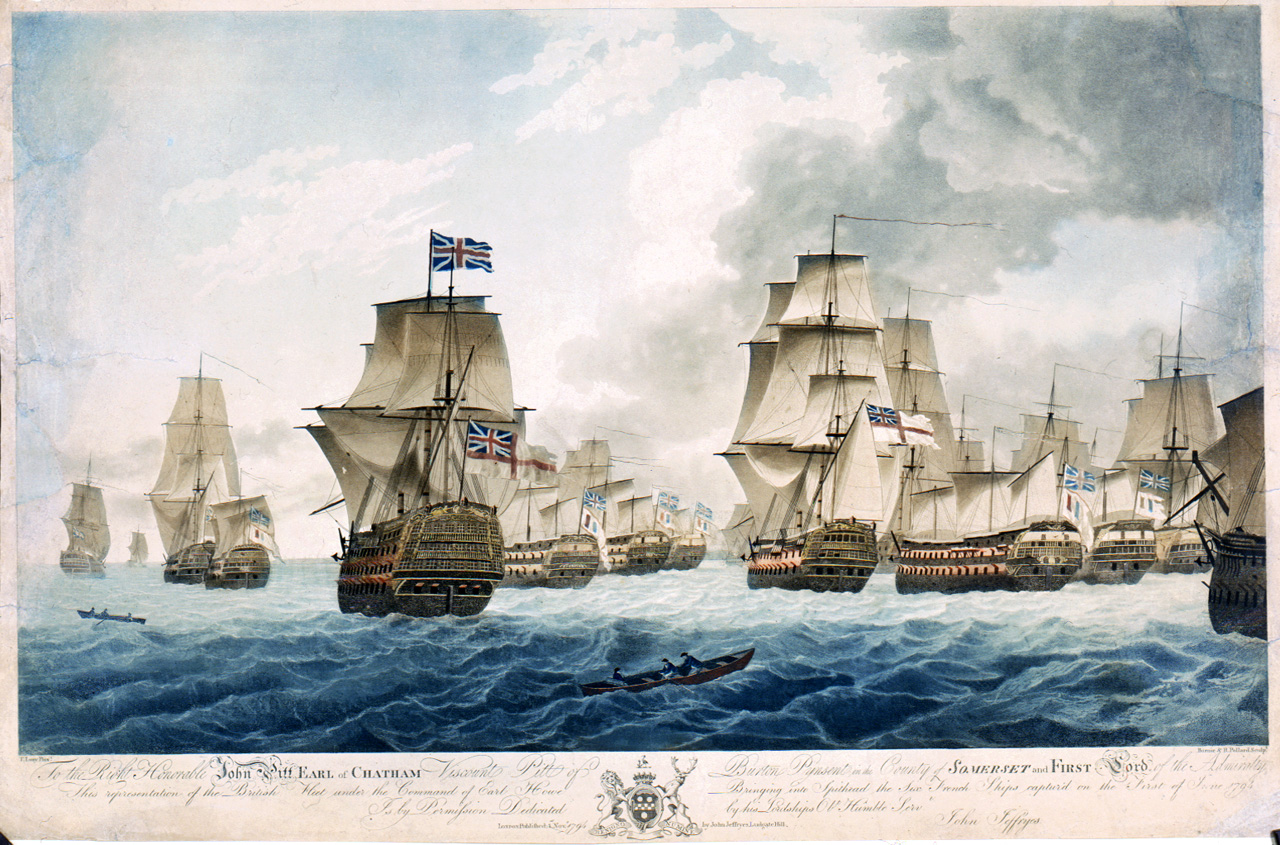
Les vaisseaux français capturés lors du combat de Prairial en 1794. L’Achille, ex Annibal en fait partie.

En avril 1779, il prend la mer en direction des Indes occidentales françaises sous les ordres de La Motte-Picquet et escorte, en compagnie de quatre autres vaisseaux, un gros convoi de quatre-vingts navires. Il rejoint ensuite l'armée navale du vice-amiral d'Estaing et participe à la bataille de la Grenade (6 juillet 1779) où il est le dernier vaisseau de la ligne française. Au combat de la Martinique (18 décembre) il soutient un combat très violent contre plusieurs vaisseaux anglais pour protéger l'arrivée d'un convoi arrivant de France,. En 1780, l'Annibal reste présent aux Antilles et participe à diverses croisières contre le commerce anglais ou à des missions d'escorte des convois. Il rentre ensuite à Brest.
En 1781 il est intégré aux forces de bailli de Suffren chargé d'apporter des secours au Cap et de porter la guerre dans les Indes orientales (océan Indien). Cette mission va durer plus de deux ans, ce qui va lui donner l'occasion de prendre part à de nombreux combats : Porto Praya (1781), Sadras (1782), Provédien, Negapatam, Trinquemalay et Gondelour (1783).
Au combat de Porto Praya (16 avril 1781), il suit le navire de Suffren jusqu'au cœur du dispositif anglais, mais son commandant, M. de Trémignon, n'a pas fait son branle-bas car il pensait que Suffren n'oserait pas attaquer dans les eaux neutres portugaises. Il est tué au début de l'engagement, puis le navire est totalement démâté. L’Annibal est tiré d'affaire par Suffren qui le prend en remorque avec son vaisseau, le Héros. Au Cap, il est réparé avec des éléments de mâture pris sur des navires de transport, puis gagne l'océan Indien. À l’île de France, il est au centre d'une querelle opposant Suffren à un groupe d'officiers stationnant dans l'île et qui en réclame le commandement au nom de l'ancienneté en grade. L'Annibal reçoit alors pour commandant Bernard de Tromelin en lieu et place du jeune Morard de Galles. Le vaisseau fait partie des trois « 74 canons » dont dispose Suffren dans les onze bâtiments de son escadre pour aller attaquer les Indes anglaises.
À Sadras (17 février 1782), il dirige l'arrière-garde, mais il ne participe pas au combat car Tromelin, qui n'aime pas Suffren, lui désobéit ouvertement et bloque même plusieurs autres vaisseaux dans la manœuvre d'enveloppement de l'escadre anglaise. À Provédien (12 avril), il est aussi sur l'arrière-garde, mais tarde à entrer dans le combat et ne s'illustre guère. À Negapatam (6 juillet), il est cette fois placé sur l'avant-garde. La bataille est confuse, mais le navire y participe cette fois pleinement et ses pertes sont même supérieures à celle de son chef sur le Héros. Le vaisseau participe ensuite au débarquement organisé par Suffren pour prendre Trinquemalay, sur la côte est de Ceylan (26-31 août). À la bataille navale qui s'ensuit devant le port (3 septembre), il reçoit de nouveau le commandement de l'arrière-garde mais ne prend pratiquement pas part au combat, à la grande colère de Suffren. Son commandant, Tromelin, démissionne et rentre en France. L’Annibal part ensuite hiverner à Sumatra avec toute l'escadre pour se mettre à l'abri de la mousson d'hiver (novembre-décembre). À Gondelour (20 juin 1783) il est engagé sur l'arrière-garde. Pendant le combat, par suite du désordre dans la ligne, il aborde le Vengeur (64 canons), mais sans gravité. 
La paix revenue, il rejoint l'escadre de Brest puis est rebaptisé l’Achille en 1786. En 1793, la guerre avec l'Angleterre reprend. En 1794, il fait partie de l'escadre dont dispose Villaret de Joyeuse pour protéger un grand convoi de blé qui arrive d'Amérique. Les Anglais tentent d'intercepter le convoi, ce qui donne lieu à un grand combat au large d'Ouessant (en anglais Glorious First of June, du 28 mai au 1er juin 1794). La ligne française est tronçonnée en plusieurs points, ce qui permet aux Anglais de prendre en enfilade de nombreux vaisseaux français. Un bâtiment coule, six autres sont capturés. Parmi eux se trouve l'Achille. Il est intégré dans la Royal Navy comme vaisseau de troisième rang, sous le nom de HMS Achille, conservant l'orthographe française du nom. Cependant, en raison de son état de délabrement avancé, le vaisseau est démantelé à Plymouth en 1796, seulement deux ans après sa capture.

### Sources et bibliographie
- Jean Meyer et Martine Acerra, Histoire de la marine française : des origines à nos jours, Rennes, Ouest-France, 1994, 427 p. [détail de l’édition] (ISBN 2-7373-1129-2, BNF 35734655)
- Rémi Monaque, Suffren : un destin inachevé, édition Tallandier, 8 octobre 2009, 494 p. (ISBN 978-2-84734-333-5 et 2-84734-333-4)
- Martine Acerra et André Zysberg, L'essor des marines de guerre européennes : vers 1680-1790, Paris, SEDES, coll. « Regards sur l'histoire » (no 119), 1997, 298 p. [détail de l’édition] (ISBN 2-7181-9515-0, BNF 36697883)
- Michel Vergé-Franceschi, La Marine française au XVIIIe siècle : guerres, administration, exploration, Paris, SEDES, coll. « Regards sur l'histoire », 1996, 451 p. (ISBN 2-7181-9503-7)
- Michel Vergé-Franceschi (dir.), Dictionnaire d'Histoire maritime, Paris, éditions Robert Laffont, coll. « Bouquins », 2002, 1508 p. (ISBN 2-221-08751-8 et 2-221-09744-0)
- Guy Le Moing, Les 600 plus grandes batailles navales de l'Histoire, Rennes, Marines Éditions, mai 2011, 620 p. (ISBN 978-2-35743-077-8)
- Jean-Claude Castex, Dictionnaire des batailles navales franco-anglaises, Laval, (Canada), Les Presses de l’Université de Laval, 2004, 418 p. (ISBN 978-2-7637-8061-0, lire en ligne)
- Jean-Michel Roche, Dictionnaire des bâtiments de la flotte de guerre française de Colbert à nos jours (1671-1870), Toulon, auto-édité, 2005 (ISBN 978-2-9525917-0-6, OCLC 165892922)
- Alain Demerliac, La Marine de Louis XVI : nomenclature des navires français de 1774 à 1792, Nice, Omega, 1996, 238 p. (ISBN 2-906381-23-3).
- Onésime Troude, Batailles navales de la France, t. 2, Paris, Challamel aîné, 1867, 469 p. (lire en ligne)
- Georges Lacour-Gayet, La Marine militaire de France sous le règne de Louis XVI, Paris, Honoré Champion, 1905, 719 p. (BNF 30709972, lire en ligne)
- (en) George Alexander Ballard, « The last Battlefleet struggle in the bay of Bengal », The Mariner's Mirror, vol. 13,‎ 1927